# Олександр (Червінський)
Олександр (Червінський) (Олександр Методійович (?) Червінський 1884 або 1886 — після 1934) — український педагог, релігійний діяч. Єпископ Конотопсько-Глухівський (1925–1926), Чернігівсько-Ніжинський (1927–1930) УАПЦ, Вінницький (1932–1934) Український екзархат РПЦ.

## Життєпис
Здобув вищу освіту, працював педагогом.
Хіротонізований на єпископа Конотопсько-Глухівської церковної округи 1925 року. Займався єпископською діяльністю два роки.
У 1927 році брав участь у Другому всеукраїнському православному церковному соборі УАПЦ 17-30 жовтня вже як єпископ від Чернігівської і Ніжинської округ.
На соборі виступив із полум'яною промовою за зміщення митрополита Липківського. «Влада нам рішуче заявляє, руба зазначає, що після залишення о. Митрополіта на митрополітанському служінні, він опиниться в умовах, в яких вже не керують Церквою, й ми не матимем змоги нормально жити. Треба служити не окремим особам, а народові. Треба ж мати й рамки діянь в них, взяти певний шлях. Не треба діяти проти Радвлади, яка може пресікти дії Церкви. Вихід один: стати на правдивий шлях, виконавши волю Влади, волю категоричну», — заявляв Червінський.
Також виступав із запланованою доповіддю «Відношення УАПЦ до нехристиянських релігійних об'єднань», де йшлося про юдаїзм, магометанство, теософію, інші східні релігії, а також до «релігійних атеїстичних».
Після «надзвичайних соборів» і самознищення УАПЦ під тиском ДПУ приєднався до спроби відновлення української церкви під назвою УПЦ. Нею з 1932 року оголошений єпископом Вінницьким УПЦ.
У серпні 1934 року єпископ Олександр був заарештований у Вінниці.
Ймовірно був вивезений на заслання до Середньої Азії.